# ザ・ハーミテージ (ナッシュビル)
ザ・ハーミテージ (The Hermitage) は、アメリカ合衆国テネシー州デイヴィッドソン郡の歴史的プランテーション、博物館。ナッシュビルのダウンタウンから東へ10マイル (16 km)に位置する。第7代アメリカ合衆国大統領アンドリュー・ジャクソンが1804年から彼がここで亡くなる1845年まで所有していた。公職を離れる1837年までは時々しか住んでおらず、夫人のレイチェル・ジャクソンが管理を担当していた。アメリカ合衆国国定歴史建造物に指定されている。

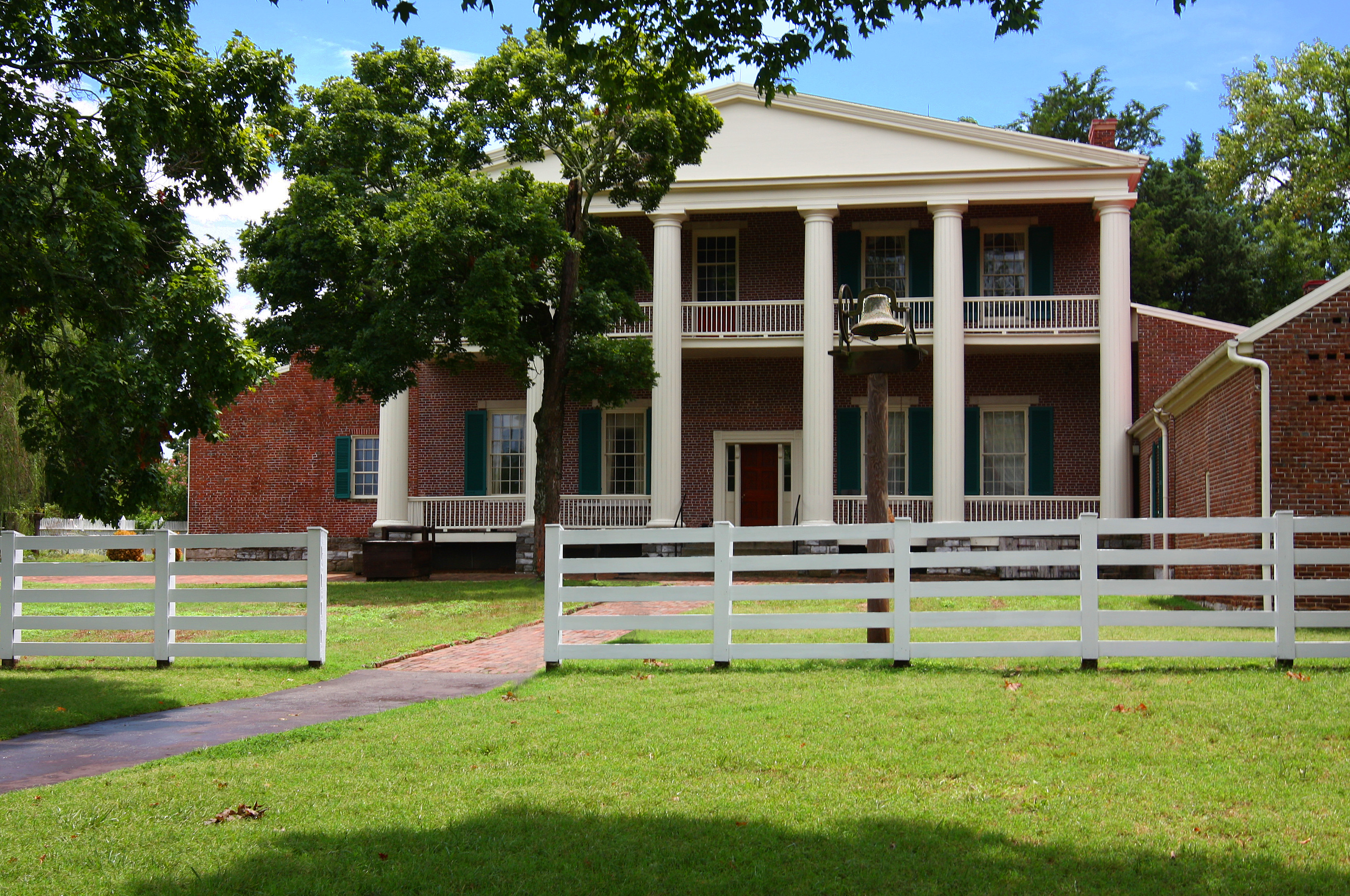
邸宅の背面

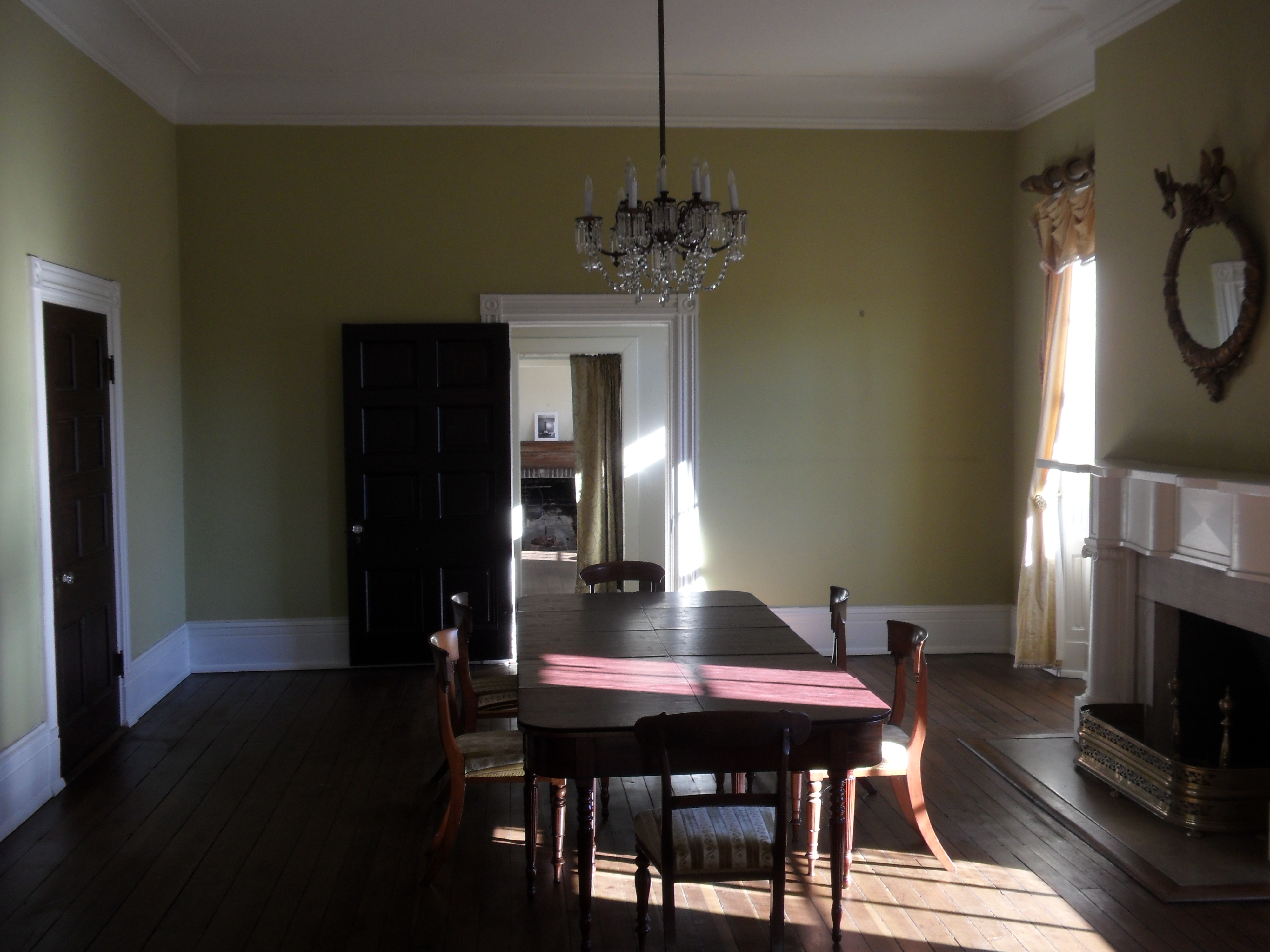
室内の様子

## 歴史
アンドリュー・ジャクソンが『ハーミテージ』と名付けたこのプランテーションはカンバーランド川とストーンズ川から2マイル (3.2 km)に位置している。この土地は元々、伝説的テキサス・レンジャーのジョン・コフィ・ヘイズとアメリカ連合国陸軍の将軍のハリー・T・ヘイズの祖父であるロバート・ヘイズにより1780年から入植されていた。1804年、ヘイズはジャクソンに420-エーカー (170 ha)の土地を売却。ジャクソンとその妻レイチェルはインディアンの攻撃に耐え得る2階建ての木造小要塞に住むこととなった。本館が建てられた後、これは一旦分解され、奴隷地区に1階建ての建物2軒に建て直され、この一部は今もハーミテージ裏側に建っている。当初ジャクソンは9人のアフリカ人奴隷を所有し綿花農場を経営していたが、1820年には農場は1,000エーカー (400 ha)に拡大し、奴隷数も44名に徐々に増えていった。
1819年から1821年、元々の邸宅は2階建て、8部屋の煉瓦造りの連邦型建築が熟練した奴隷により建てられた。1828年11月、ジャクソンは第7代アメリカ合衆国大統領に選ばれたが、妻レイチェルは翌月亡くなってしまった。1831年、ホワイトハウスにいる間、1階建ての翼室(一方は書斎、もう一方は大きなダイニング・ルームと食料品室)を両側に備えた、ドーリア式の柱のあるポルチコの2階建ての玄関、小さな裏ポルチコのある邸宅に改築した。また庭にレイチェルの墓である聖堂と記念碑を建てた。1832年、職人が銅の屋根のあるドーム型の石灰岩の墓を完成させた。1834年、煙突からの火事によりダイニングのある翼室以外のほとんどが損傷を受けた。ジャクソンは現在のギリシャ復興様式の邸宅に再建し、2年後に完成。道路を挟んで向かいのチューリップ・グローヴを建築中だったジョセフ・レイフとウィリアム・C・ヒュームが建設を請け負った。玄関ホールはパリのJoseph Dufour et Cie によるブロック風の壁紙で飾られ、テーレマコスがカリュプソーの島を訪れる様子が描かれている。南北戦争中北軍の略奪や襲撃を逃れたジャクソンの家具や遺品の多くはこの邸宅に残されており、1856年にアンドリュー・ジャクソンJrによりテネシー州に売却された。
1853年5月5日、主にインディアナ州から来た北軍の軍隊がハーミテージに到着した。二等兵ジョセフ・C・テイラーは日記に以下のように記している。
| 「                                                 | 午前2時、隊長の命令により、馬に鞍をつけ、重要な偵察に出掛けた。日が昇る頃私達はストーン川に到着した。マコック大佐は私達と共にいた。私達は川を渡る際、細心の注意を払った。戦闘態勢を作り渡っていると、向かい側に岸が見えた。無事渡りきり、アンドリュー・ジャクソン元帥のハーミテージへと進み少し立ち止まった。大佐の命令でハーミテージに近づいてみるとアンドリュー・ジャクソンの墓が見えた。私にできるだけの説明をしよう。大通りから家まで砂利道が続いていた。両側には大きなシダーの木が列を成し、頭上で枝が重なりとても暗かった。ドアから20歩くらいの所にハート型の広場があった。この道路の周りには、馬車からドアに通ずる通路がある。このハートはシダーのような木で囲まれていた。内側と馬車の通路の両側には松、シダーや低木が地面に日光が当たらないほどに植えられていた。あらゆる方向に砂利道は続いていた。歩道のあちこちに草が生えていた。家の東側の庭に行ってみた。それは家とレバノン通りの間にあり、低木と様々な種類の花で埋め尽くされていた。私がかつて見たことがないような美しい風景に向かうあらゆる方向に歩道があり、それはまた私に冷めた表情を見せていた。庭の南東の角にはアンドリュー・ジャクソン元帥の記念碑が立っていた。ジャクソン元帥は墓地の南側に埋葬されていた。頭部は西、足は東を向いていた。彼の妻は北側に、2人の幼児は南側に埋葬されていた。全て一緒に暗く隠れた場所にあり、とても古風に見えた。 " | 」 |
| —Pvt. Joseph C. Taylor, Co. I, 2nd Indiana Cavalry | |    |

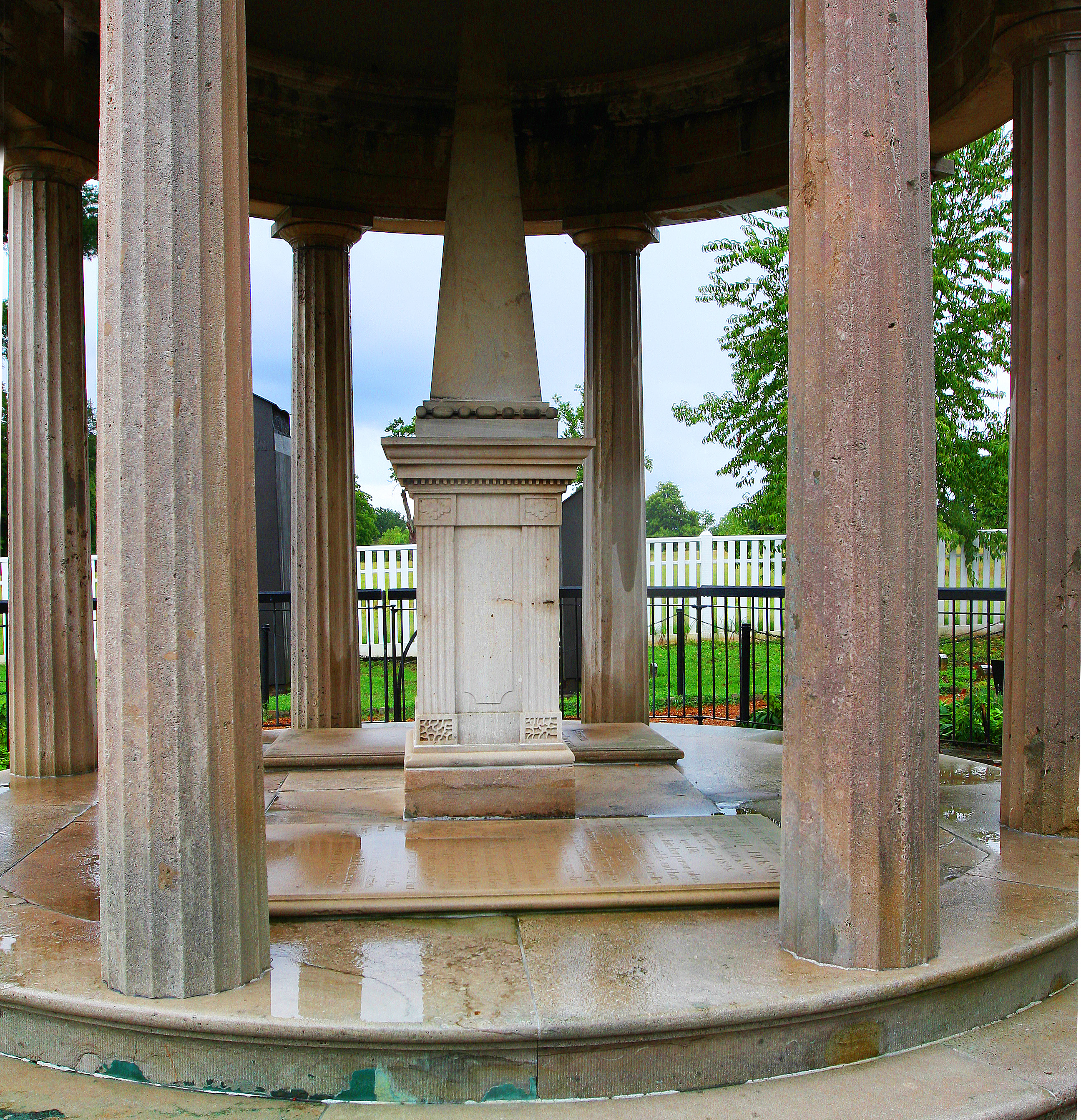
ハーミテージの庭にあるジャクソン夫妻の墓

1889年、ハーミテージはジャクソンの生涯と南北戦争時の一般的な南軍についての博物館として一般公開された。毎年25万人以上が訪れ、アメリカ国内の大統領住居ではホワイトハウス、マウントバーノン、モンティチェロに続き第4位の入場者数となる。1960年、アメリカ合衆国国定歴史建造物に指定された。
アンドリュー・ジャクソンとレイチェルの夫妻の墓地はハーミテージの庭にある。
1998年、ナッシュビルを襲ったトルネードから難を逃れた。1998年4月16日午後4時頃、F-3のトルネードが通過したが、約200年前にジャクソン自身によって植えられた多くの木々が倒れただけで済んだ。国道70号線から邸宅への眺めをこの木々が遮ったが、現在は良く見える状態である。この倒木を利用してギブソンは200本限定でオールド・ヒッコリー・ギターを製造した。この1本目のギターはスミソニアン博物館に寄贈されたが、現在は展示されていない。

## ハーミテージの名義
デイヴィッドソン郡の地域の名前として使用されたハーミテージがある。
1910年、ナッシュビルのダウンタウンに創業したザ・ハーミテージ・ホテルがあり、現在も営業を続けており、多くの著名人や大統領達がここに宿泊する。

## ポップ・カルチャー
1955年のディズニー映画『デイビー・クロケット 鹿皮服の男』の撮影場所の1つとなった。
1941年、F・スコット・フィッツジェラルドの未完小説『ラスト・タイクーン』でナレーターのセリアが他の登場人物2人とこのプランテーションを訪れている。